# 瀬織津姫
瀬織津姫（せおりつひめ）は、大祓詞や古史古伝のホツマツタヱ、神社伝承などで存在が知られ、瀬織津比咩・瀬織津比売・瀬織津媛とも表記されるが、古事記・日本書紀には記されない神名である。

## 概要
水神や祓神、瀧神、川神である。九州以南では海の神ともされる。祓戸四神の一柱で祓い浄めの女神。「人の穢れを早川の瀬で浄める」とあり、これは治水神としての特性である。
『倭姫命世記』『天照坐伊勢二所皇太神宮御鎮座次第記』『伊勢二所皇太神宮御鎮座伝記』『中臣祓訓解』においては、伊勢神宮内宮別宮荒祭宮の祭神の別名が「瀬織津姫」であると記述される。なお、荒祭宮は、かつては正宮に位置していたと推定される。皇大神宮の別宮の瀧原宮についての伊勢神宮公式の由緒書きに、「その御魂をこのように二宮に並べてお祭りするのは、皇大神宮に天照大神を、同別宮荒祭宮に天照大神の荒御魂を奉祀する姿の古い形と言われています。」 と記されている。このとおりであれば、正宮は、式年遷宮のたびに位置を替えるのではなく、常に東に位置する正宮は天照大神、西に位置する正宮は瀬織津姫を祀っていたこととなる。

## 関連する神
瀬織津姫は天照大神と関係があり、天照大神の荒御魂（ 撞賢木厳之御魂天疎向津媛命(つきさかきいつのみたまあまさかるむかつひめ)）とされることもある。ただし 撞賢木厳之御魂天疎向津媛命 は天照大神の荒御魂ではない全くの別の神であるとする説もある。「西宮」の地名由来の大社である廣田神社（兵庫県西宮市）は、天照大神荒御魂を主祭神としているが、戦前の由緒書きには、瀬織津姫を主祭神とすることが明確に記されていた。御神体の神鏡は、元は宮中の賢所に祀られていたのだが、武内宿禰・神功皇后の御代に 廣田神社へ遷した ことが、廣田神社由緒書きに記されている。この時期に神社祭祀に大きな変更が加えられた可能性がある。天照大神との関わりは、謎が多い。
また、宇治の橋姫神社では橋姫と習合（同一視）されている。
また、祇園祭鈴鹿山の御神体は鈴鹿権現として、能面をつけ、金の烏帽子をかぶり長刀と中啓を持つ瀬織津姫を祀る。伊勢の鈴鹿山で人々を苦しめる悪鬼を退治した鈴鹿権現の説話に基づく。
また、熊野権現は瀬織津姫なりという説がある。大和政権がエミシ征伐の際、熊野権現を守り神とし北へ向かった。制圧した後、気仙沼市唐桑町に瀬織津姫神社、熊野神社などが鎮座した。東日本大震災の津波により流されたが、現在は再建されている。
また、饒速日命（にぎはやひのみこと）との関連もあると言われる。

## 瀬織津姫を祭神とする神社
- 早池峰神社（岩手県遠野市、花巻市大迫町他）
- 瀧澤神社（宮城県仙台市青葉区本町2-11-7）
- 八幡神社（宮城県黒川郡大和町鶴巣下草字迫）
- 宇奈己呂和気神社（福島県郡山市）
- 日比谷神社（東京都港区）
- 小野神社（東京都多摩市）武蔵国の一之宮。
- 小野神社（東京都府中市）
- 波羅比門神社（埼玉県大里郡寄居町）
- 瀬織津姫神社（石川県金沢市）
- 瀧川神社（静岡県三島市）
- 池宮神社（静岡県御前崎市桜ヶ池）
- 瀬織戸神社   (静岡県清水区折戸)
- 槻神社（愛知県北設楽郡東栄町）
- 籠守勝手神社（愛知県一宮市）
- 片山神社（三重県亀山市）
- 佐久奈度神社（滋賀県大津市）天智天皇の勅願により創建。
- 建水分神社（大阪府南河内郡千早赤阪村）
- 井関三神社（兵庫県たつの市）
- 六甲比命神社（兵庫県神戸市）巨大な磐座をご神体とし縄文時代に成立したとの説があり深い歴史を誇る。
- 高角神社（奈良県東吉野村）標高1,248.9mの高見山頂上にある。
- 佐久奈止神社（長崎県西海市）
- 瀬成神社(せなりじんじゃ) 福岡県田川郡添田町大字中元寺字ハシ神淵
- 速川神社 (西都市)（宮崎県西都市）
- 瀬織津姫神社(宮崎県西臼杵郡高千穂町岩戸)

### 天照大神の荒魂としての瀬織津姫を祭神とする神社
- 伊勢神宮（三重県伊勢市）
- 御霊神社　堀江行宮（大阪府大阪市西区）
- 山口大神宮(山口県山口市)
- 廣田神社（兵庫県西宮市大社町）
- 朝宮神社（徳島県名東郡佐那河内村）
- 和布刈神社（福岡県北九州市門司区）

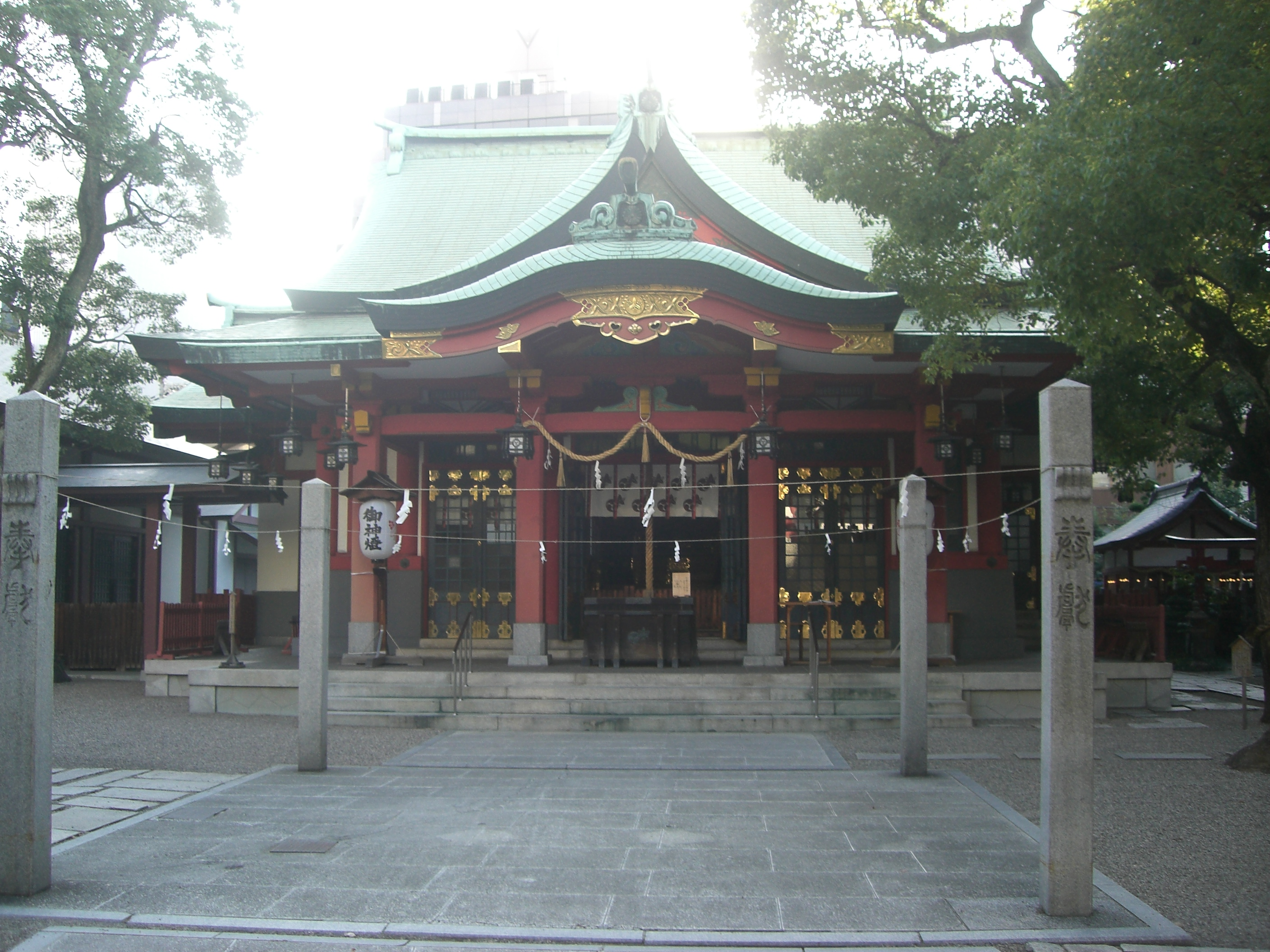
御霊神社（大阪市中央区）

- 一之御前社（愛知県熱田神宮）

向津姫として瀬織津姫を祭神とする神社
・天照皇大神（神奈川県川崎市幸区南加瀬1丁目）天照大神と並祭する稀有な神社
・神明社（神奈川県三浦郡葉山町木古庭928ｰ4）天照大神と並祭する稀有な神社
・神明社 (神奈川県三浦郡葉山町下山口1504） 天照大神と並祭する稀有な神社
・杉山神社 (神奈川県三浦郡葉山町上山口2639 ）
・撞賢木厳御魂天疎向津姫命神社（横内神社）（奈良県桜井市大福１９８−１）

## その他
平成27年（2015年）10月27日現在、「瀬織津姫」の神名は、民間企業である有限会社ヤンズによって商標登録されている（登録番号第5415463号）。神の名、またはそこから派生した語の商標登録として「アマテラス」「天照」「スサノオ」「ゼウス」「ガネーシャ」などが多数あるが、そのほとんどが商品・役務の指定を自社の製品・サービスにて使用する最低限の範囲に留めているのに対して、「瀬織津姫」にかかる指定が広範囲な43項目に対してされていることは、前例のない極めて異例のことである。